# Saggio di Selivanov

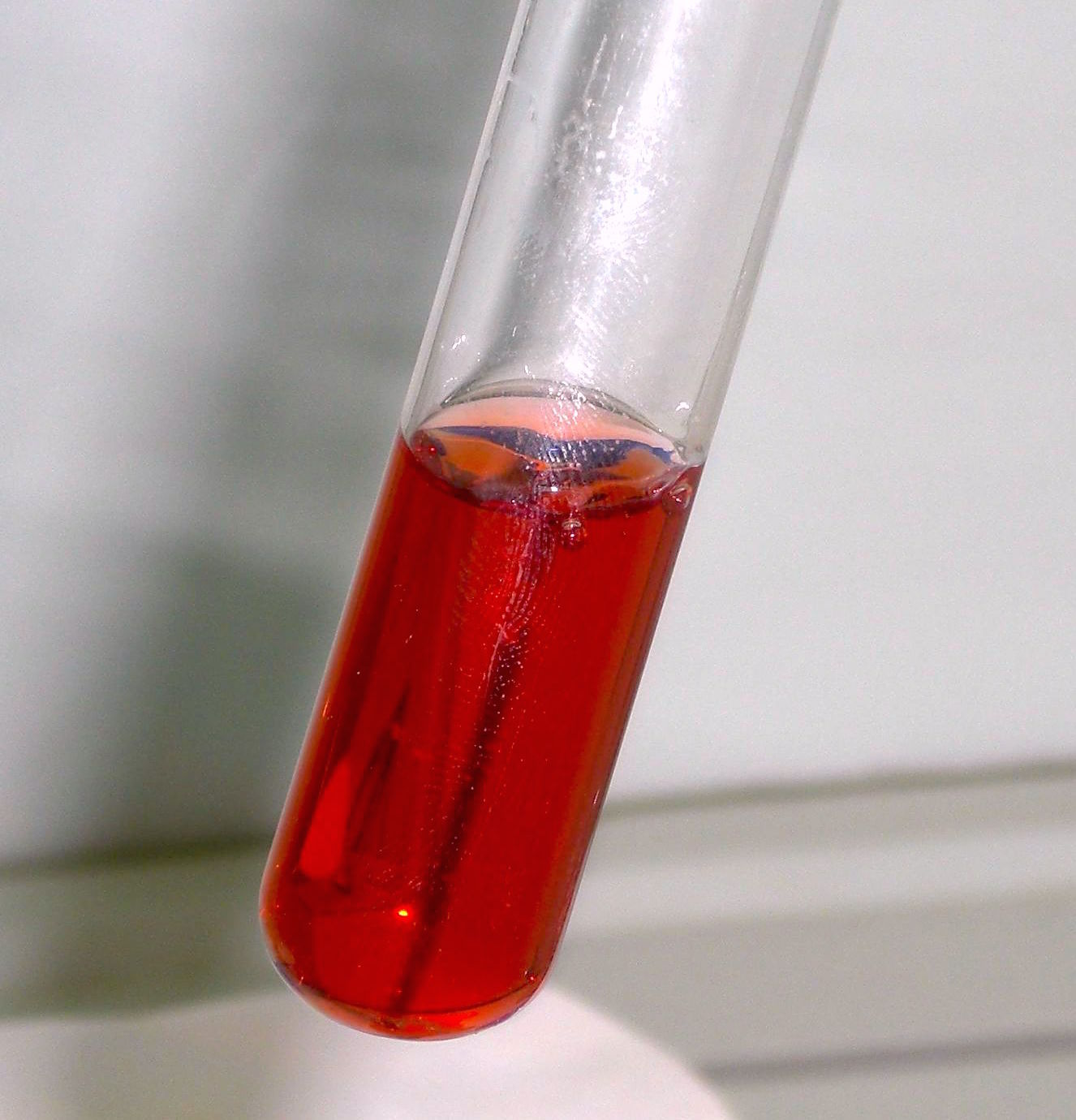
Colorazione assunta dalla soluzione in caso di esito positivo del saggio.

Il saggio di Selivanov (meglio noto come saggio di Seliwanoff) è un test chimico utilizzato in laboratorio per la distinzione tra zuccheri chetosi ed aldosi. Il saggio fu ideato nel 1887 dal chimico russo Fëdor Fëdorovič Selivanov da cui prende il nome. Il principio su cui si basa il saggio è la differente reattività della funzione aldeidica rispetto alla funzione chetonica, rispettivamente caratteristiche degli aldosi e dei chetosi.

## Procedimento
Si discioglie lo zucchero in esame in H2O, si addiziona il reattivo di Selivanov (resorcina + H2O + HCl concentrato) e si fa riscaldare la soluzione ottenuta a bagnomaria per circa 5 minuti. La comparsa di una colorazione rosso-ciliegia determinerà la presenza di uno zucchero chetoso nella soluzione. Il saggio quindi distingue chetosi da aldosi dando rispettivamente esito positivo (comparsa della colorazione) o esito negativo (assenza di colorazione: la soluzione rimane trasparente).

## Reazione
L'ambiente acido fornito dall'acido cloridrico concentrato assieme al calore promuovono la deidratazione dello zucchero a furfurale (per i chetopentosi) o ad idrossimetilfurfurale (per i chetoesosi), reazione che non avviene per gli aldosi, o comunque impiega molto più tempo per avvenire. Il gruppo aldeidico del furfurale reagisce col resorcinolo dando un intermedio che a sua volta si ossida ciclizzandosi in modo da ottenere la molecola finale che dà il colore caratteristico alla soluzione con esito positivo.